# ديسترووتش
ديسترووتش (بالإنجليزية: DistroWatch)‏ هو موقع ويب يقدم أخبار ومعلومات عامة وترتيب الأكثر شعبية لمختلف توزيعات لينكس وغيرها من أنظمة التشغيل الشبية بيونكس الحرة والمفتوحة المصدر مثل أوبن سولاريس ومينيكس وBSD. ويحتوي الآن على معلومات عن عدة مئات من التوزيعات.

## تاريخ
أسس لاديسلاف بودنار الموقع وأطلقه في 31 مايو 2001. وفي 24 فبراير 2014 تبرع موقع ديسترووتش بما مجموعه 38,415 دولار إلى عدد من مشاريع البرامج مفتوحة المصدر، منذ إطلاق برنامج التبرعات في مارس 2004.

## وصلات خارجية
- الموقع الرسمي